# Glandă endocrină

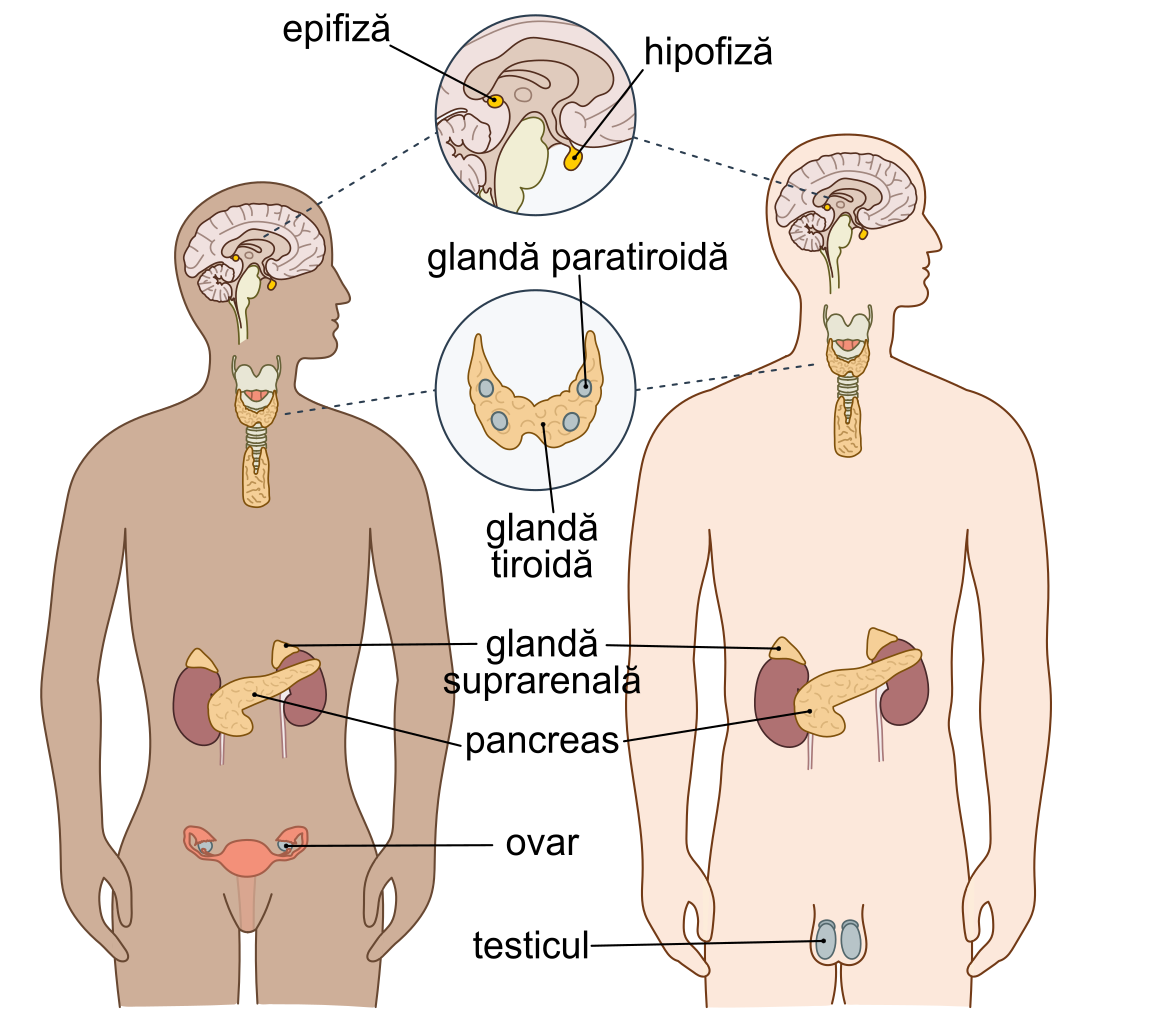
Glande cu funcție endocrină la om

Glanda endocrină este o glandă cu secreție internă, ce elimină o substanță deosebită (hormon) direct în circuitul sangvin.

## Lista glandelor endocrine
- Hipotalamus;
- Glandă pituitară;
- Glandă adrenală;
- Glandă paratiroidă;
- Glandă tiroidă;
- Insulele lui Langerhans;
- Glandă pineală;
- Timus.